# Louis-Urbain-Eugène Léger
Pour les articles homonymes, voir Léger.
Louis-Urbain-Eugène Léger (Loches, 7 septembre 1866 - Grenoble, 6 juillet 1948) est un zoologiste français, spécialiste de protistologie et de pisciculture.